# Panagia Gorgoepikoos (Kos)

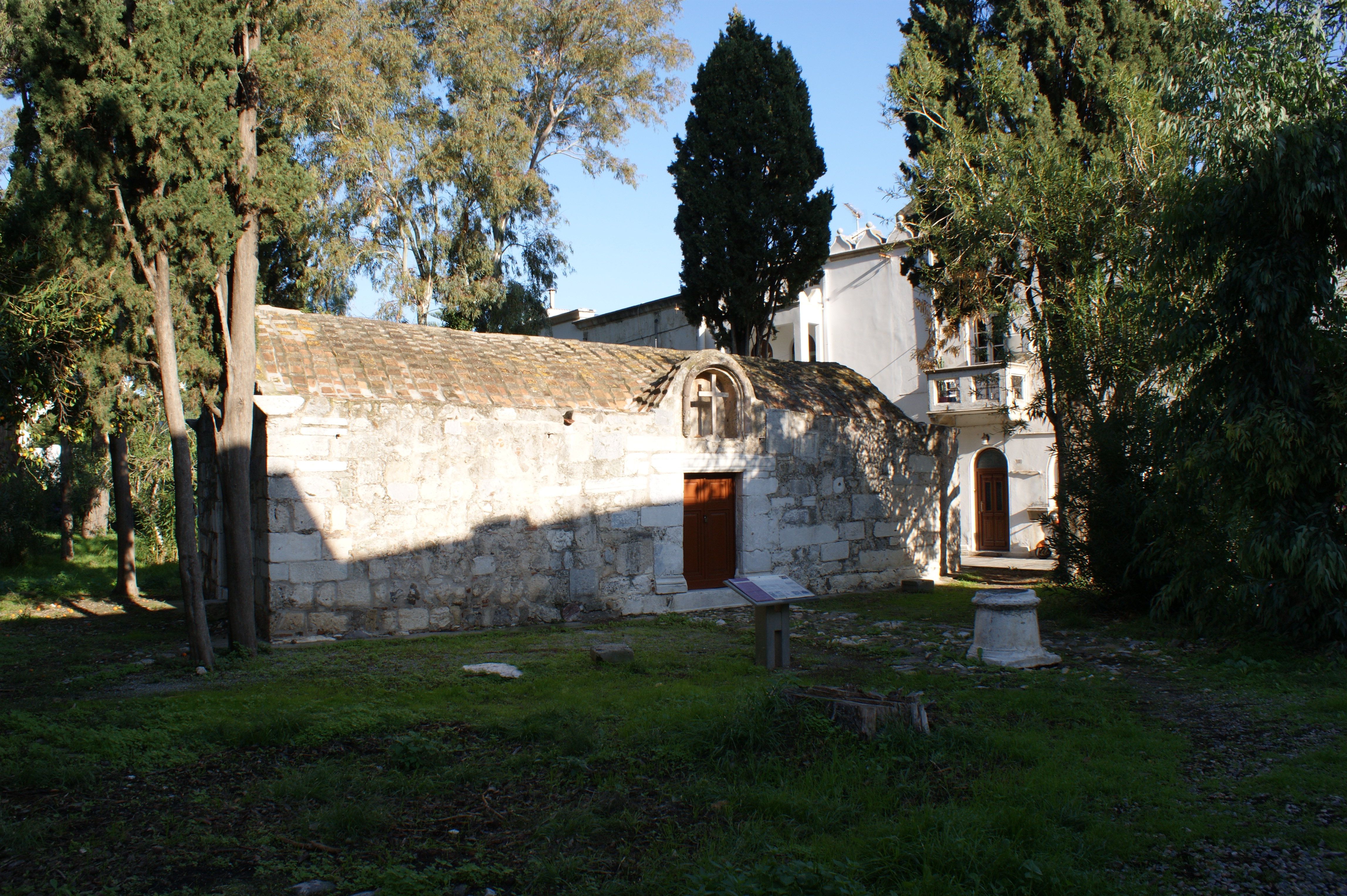
Panagia Gorgoepikoos in Kos (Stadt)

Die Kirche Panagia Gorgoepikoos (griechisch Ιερόϛ Ναόϛ Παναγίαϛ Γοργοεπήκοος; oe und oo getrennt ausgesprochen: Gorgo-epíko-os) befindet sich in der Stadt Kos auf der griechischen Insel Kos. Die Kirche wurde der schnell erhörenden (griechisch Γοργοεπήκοος Gorgoepíkoos) Gottesmutter geweiht.
Die Kirche gehört zur orthodoxen Metropolie von Kos und Nisyros, die wiederum direkt dem Ökumenischen Patriarchat von Konstantinopel (griechisch Οικουμενικό Πατριαρχείο Κωνσταντινουπόλεως Oikoumenikó Patriarcheío Konstantinoupóleos, türkisch İstanbul Rum Ortodoks Patrikhanesi, auch Kirche von Konstantinopel) untersteht.

## Lage
Die Kirche liegt heute am Rande der Ausgrabungsstätte Agora (Chora), etwa 4 Meter über dem Meeresspiegel. Das Meer liegt rund 90 Meter Luftlinie nordöstlich, der Hafen von Kos etwa 230 Meter nordwestlich. Zur nordwestlich gelegenen Platia Platanou mit der Platane des Hippokrates, der Gazi-Hasan-Pascha-Moschee, dem Gouverneurspalast von Kos und dem Hamam von Kos sind es rund 100 Meter Luftlinie. Die Festung Neratzia liegt hinter der  Platia Platanou  etwa 180 Meter entfernt.

## Geschichte und Gebäude
Die Kirche befindet sich am Rande der später als Ausgrabungsstätte Agora (Chora) benannten Stätte, die ursprünglich die ummauerte mittelalterliche Stadt Kos war und 1933 bei einem Erdbeben zerstört wurde. Die Kirche stammt aus spätbyzantinischer Zeit (frühes 15. Jahrhundert). In der Nähe dieser Friedhofskapelle befindet sich die Kirche St. Georg Arrenagogeiou aus derselben Epoche.
Das einschiffige Kirchengebäude wurde als Friedhofskapelle mit einem Gewölbedach errichtete. Beim Bau wurden vorhandene Bauteile und andere Überreste aus Bauten älterer Kulturen wiederverwendet (Spolien). In der Mitte des Fußbodens des Naos befindet sich ein Marmorgrabstein aus der Mitte des 19. Jahrhunderts von Hadji Constantios Hadji Demetriou, der Mitglied des ersten sechsköpfigen Ältestenrates (Demogerontia) war, der 1843 ernannt wurde. Der Altarraum (Bema) wird – wie in Griechenland oft anzutreffen – durch eine holzgeschnitzte Ikonostase aus dem 18. Jahrhundert vom Kirchenschiff getrennt.
Im Inneren des Kirchengebäudes befinden sich Wandmalereien aus der Mitte des 15. und Anfang des 16. Jahrhunderts. Die Wandmalereien aus dem 16. Jahrhundert werden der Werkstatt des Malers Nikolaos zugeschrieben, der auch die Wandmalereien in den beiden Kirchen im Palio Pyli ausgeführt haben soll.
Diese Kirche war eines der wenigen Gebäude in der Stadt Kos, die das Erdbeben überstanden, das Kos am 23. April 1933 traf.
Die Insel Kos war von 1912 bis 1943 von Italien besetzt, welche die rund 400-jährige Herrschaft des Osmanischen Reiches über Kos und die sehr weitgehende Selbstverwaltung der Insel beendeten und wesentliche bauliche Veränderungen durchführten. Da die Kirche das Erdbeben relativ gut überstanden hat, wurde diese nicht wie andere geschleift, um den Neubauplänen der Besatzer umzusetzen bzw. um archäologische Ausgrabungen zu ermöglichen.
Das Erdbeben vom 20./21. Juli 2017 hat die Kirche ebenfalls überstanden.